# Nicodimus Dawood Sharaf
Nikodem (imię świeckie Dawood Sharaf, ur. 1976 w Mosulu) – duchowny Syryjskiego Kościoła Ortodoksyjnego, od 2011 arcybiskup Mosulu.

## Życiorys
W 2000 przyjął stan mniszy, a rok później został wyświęcony na kapłana. Sakrę biskupią otrzymał 16 grudnia 2005.